# Silent Eye
Silent eye (サイレント・アイ, sairento ai, de l'anglais « silent eye » signifiant « œil silencieux ») est un manga de Michiyo Akaishi.

## Résumé de l’histoire
Airi Makimura, dix-huit ans, est mannequin professionnel. Au cours d’une séance de photos, elle rencontre le photographe Daiki Kushima, et tous deux tombent amoureux. Airi décide alors de devenir également photographe, afin de pouvoir suivre son ami dans son travail.
Daiki, pour devenir célèbre, accepte de partir comme photographe de guerre en Tchétchénie, en pleine lutte contre la Russie. Il disparaît au cours d’une interview d’une personnalité. Seuls restent des traces de son sang et son appareil photographique, qui a pris seize photos.
Airi obtient du frère de Daiki la permission d’utiliser cet appareil dans son travail. Très vite, elle se rend compte qu’il renferme un étrange pouvoir : la dix-septième photo montre toujours, en sur-impression, une réalité relative au sujet…

## Personnages
- Airi Makimura (槙村 愛梨, Makimura Airi?) : mannequin, elle est la fille d’un riche homme d’affaires et d’une de ses maîtresses. Elle a grandi dans un quartier pauvre de la ville. Son caractère la conduit à se plonger corps et âme dans ce qui l’intéresse.
- Daiki Kushima (九島 大樹, Kushima Daiki?) : photographe indépendant qui cherche à se faire un nom, il tombe amoureux d’Airi. Parti en Tchéchénie, il est porté disparu.
- Taiga Kushima (九島 大河, Kushima Taiga?) : frère aîné de Daiki, il travaille dans l’édition. Il aide Airi dans son travail, et est au courant du mystère de l’appareil photographique.
- Hidaka (日高?) : vendeur dans la boutique où Airi fait développer ses photos, il lui prodigue différents conseils sur la façon de photographier. Photographe durant ses heures de loisir, il ne prend cependant jamais d’êtres humains, uniquement des paysages.

## Publication
Ce manga comporte vingt chapitres, intitulés shutter chance (シャッター・チャンス, shattā chansu), publiés initialement entre mai 1997 et septembre 2001 dans le magazine Puchi Comic. Il a été édité en six volumes reliés aux éditions Flower Comics entre janvier 1998 et septembre 2001.
Une nouvelle en rapport a été publiée dans le recueil Desert Storm, du même auteur.